# Gisela Grothaus
Gisela Grothaus (n. 20 februarie 1955, Berlin, RDG) este o canoistă ce a reprezentat Germania, medaliată olimpică. A participat la o ediție a Jocurilor Olimpice (1972) în care a câștigat o medalie de argint.

## Participări
Lista de mai jos prezintă principalele competiții la care a participat Gisela Grothaus de-a lungul carierei.
- canoeing at the 1972 Summer Olympics – women's slalom K-1[*]